# 국도 제80호선 (미국)

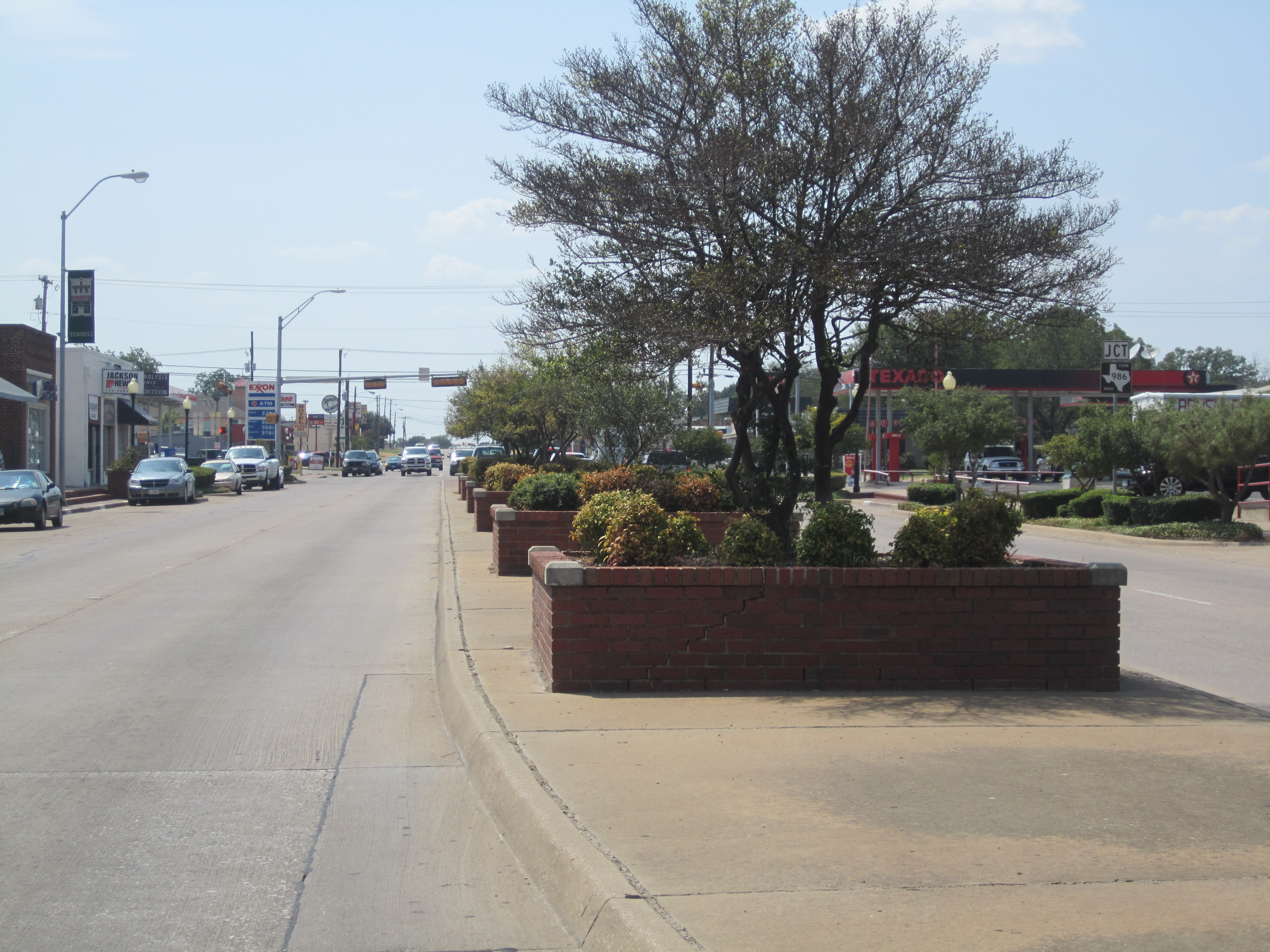
미국 80번 국도는 댈러스에서 동쪽으로 약 48km 떨어진 카우프만 군에 위치한 도시인 테럴을 지나가는 특이 사항이 있다.

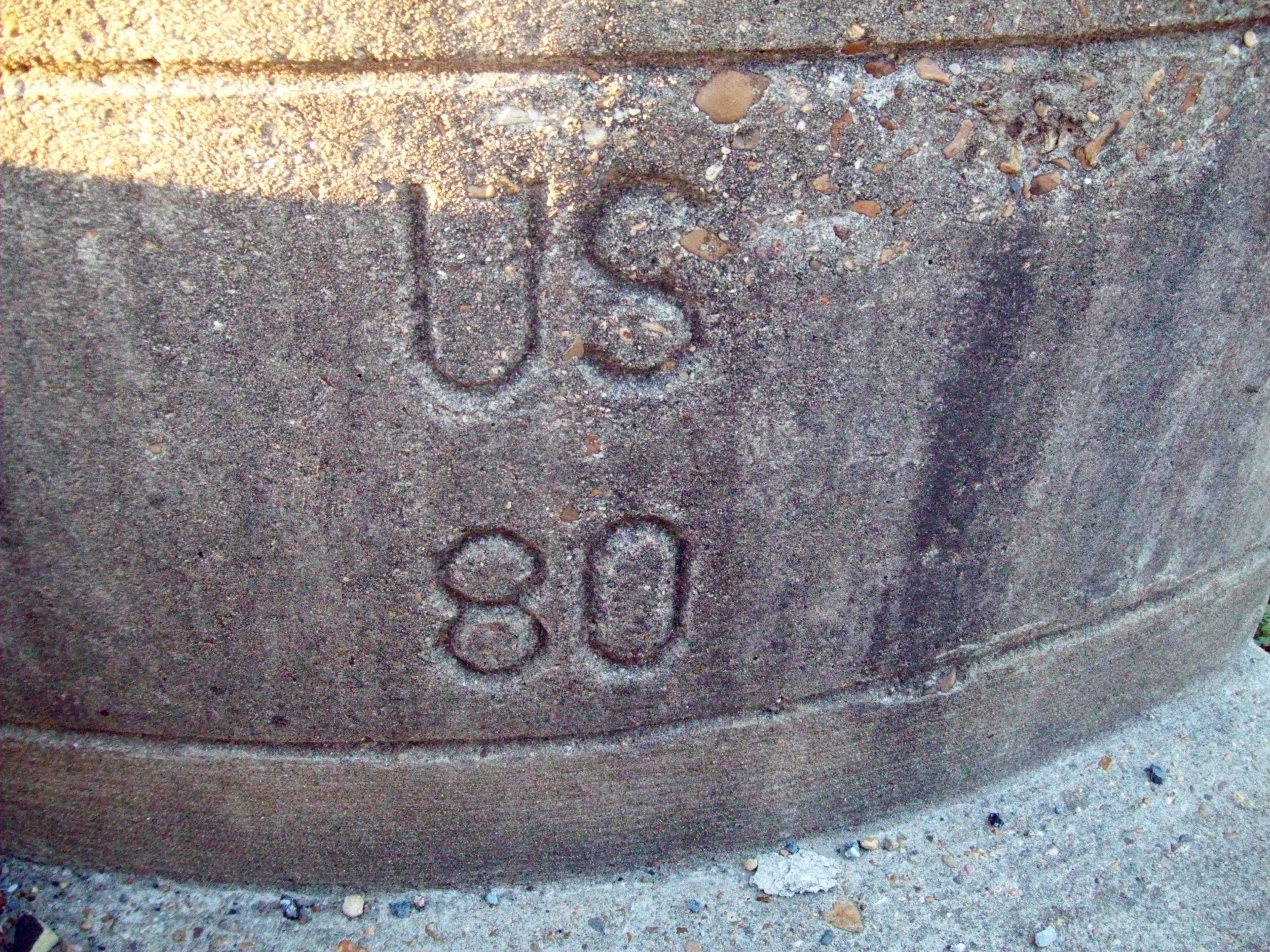
델리와 텔룰라를 사이에 둔 텐사스강의 교량 위에 새겨져 있는 US 80의 노선 이름과 관련된 표지석.

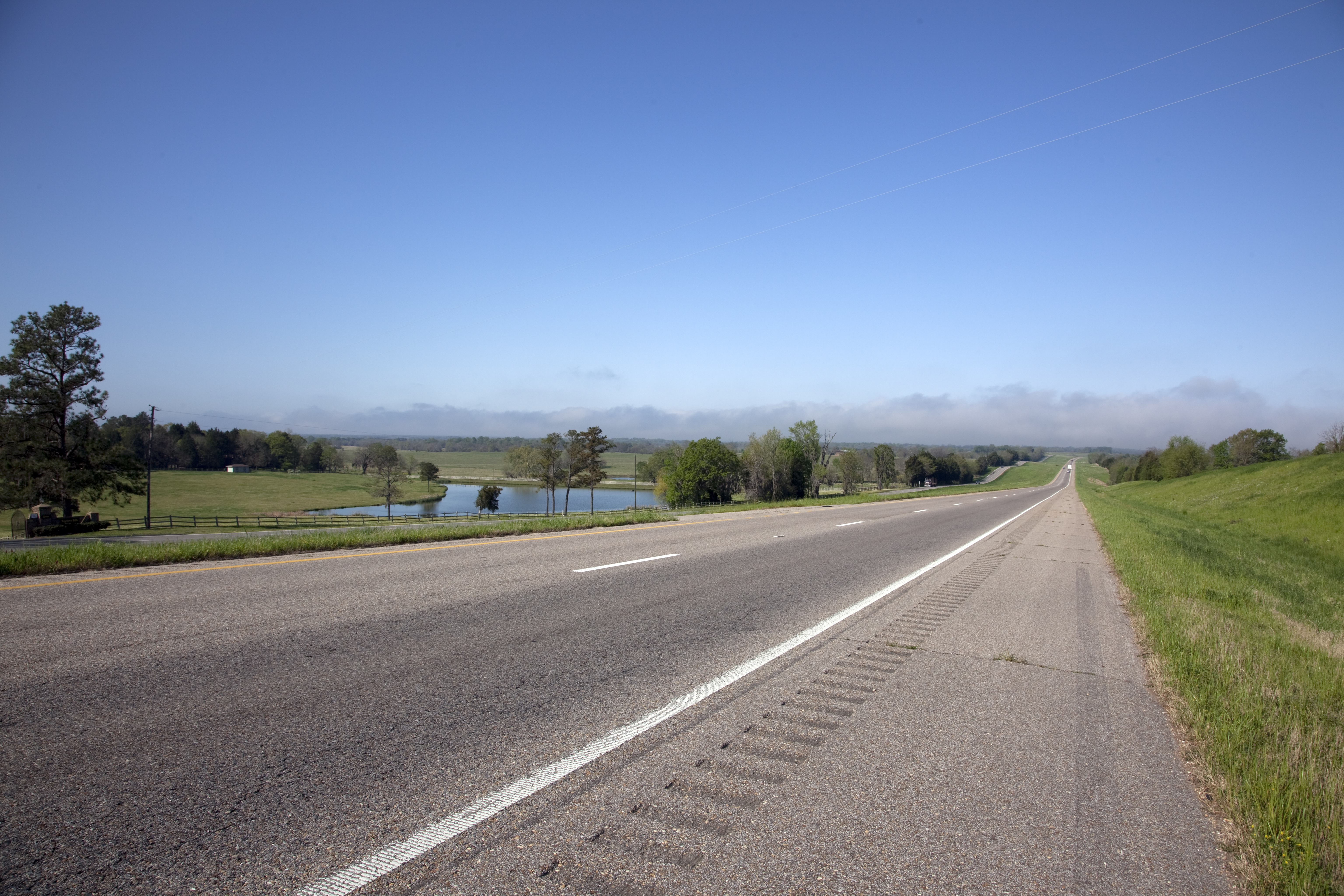
앨라배마주 라운즈 군을 통과하고 있는 미국 80번 국도

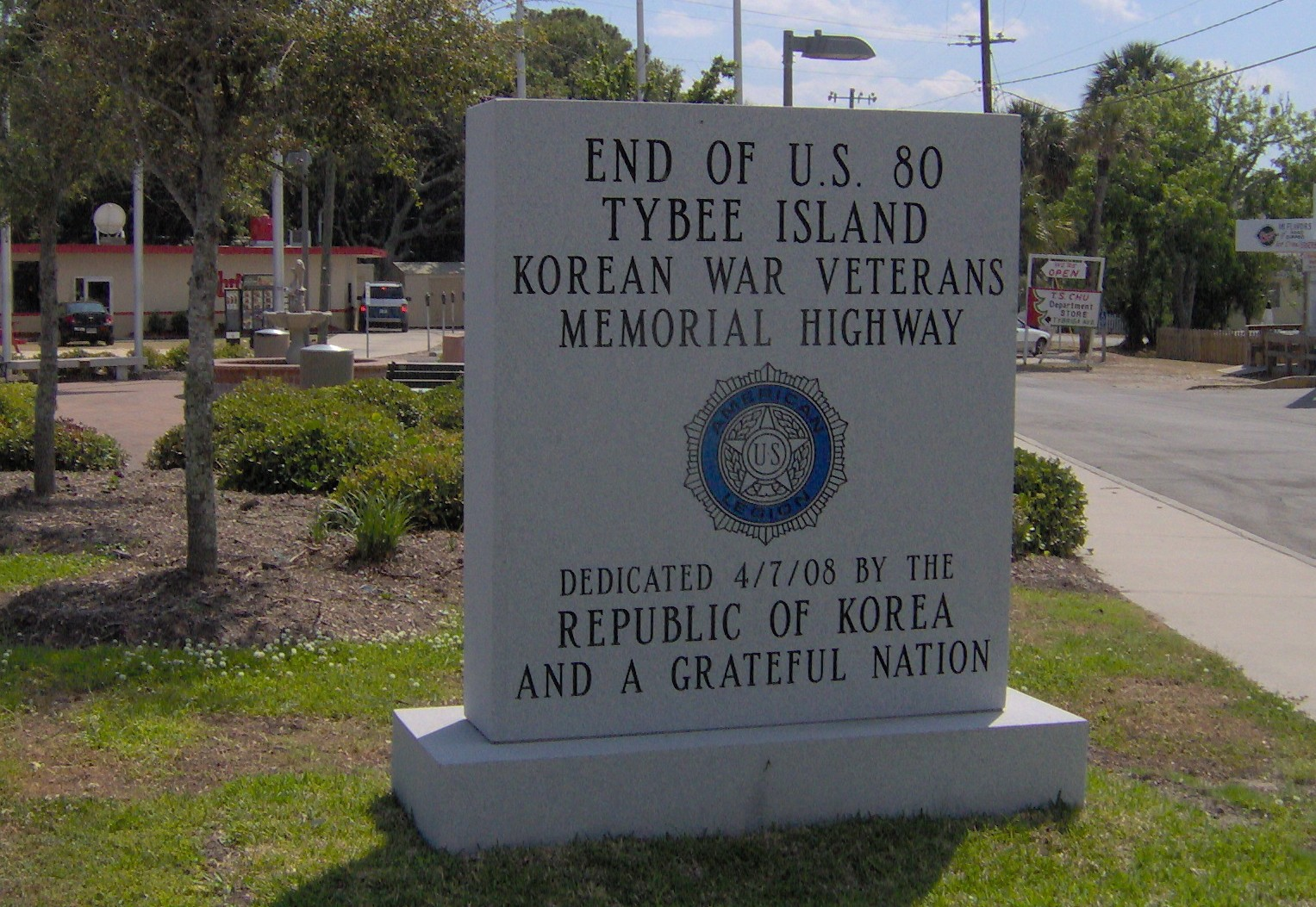
미국 80번 국도의 종점인 타이비섬

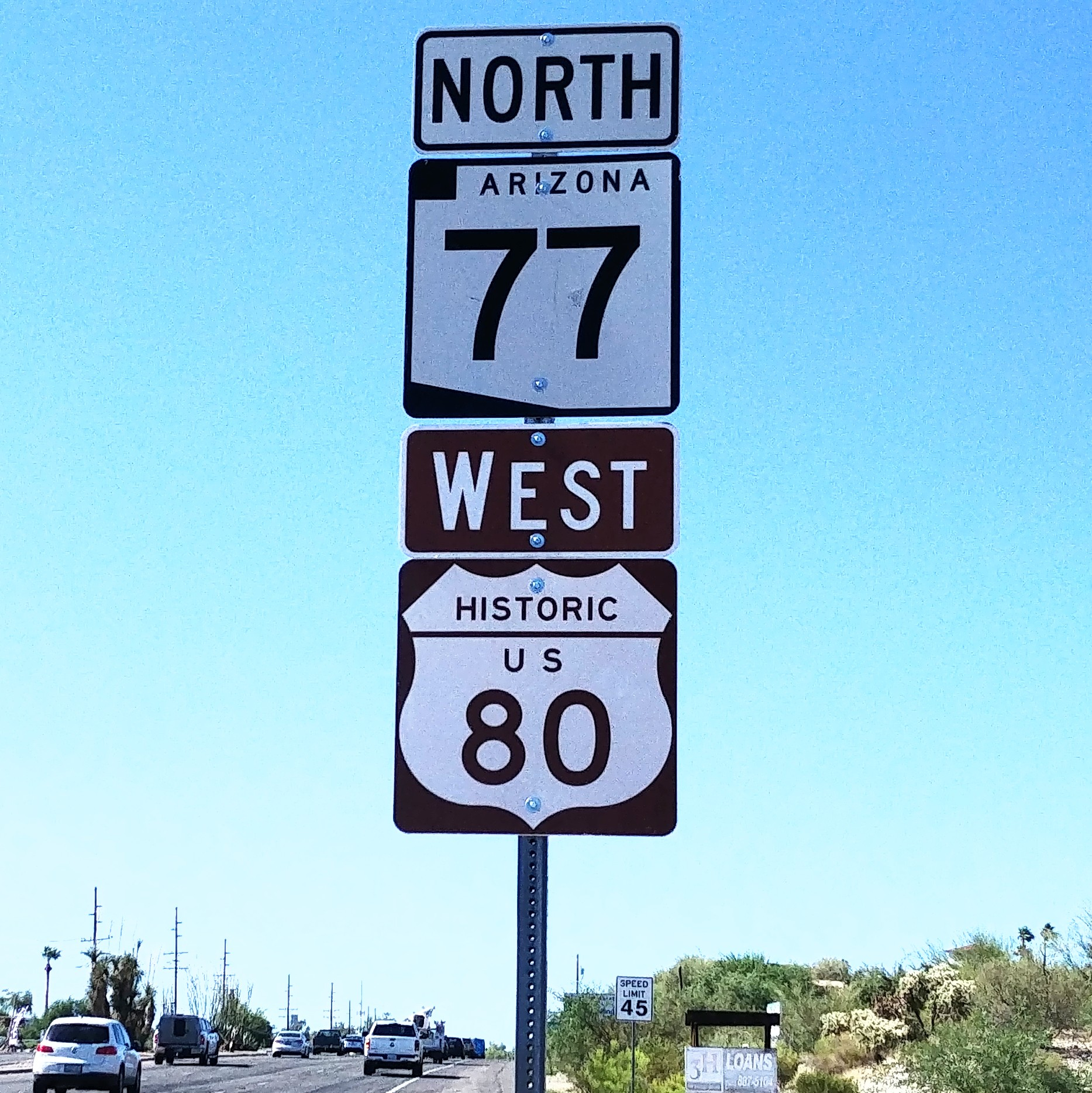
SR 77과 옛 미국 80번 국도가 투싼에서 동시에 병주한 상태로 놓여 있는 모습.

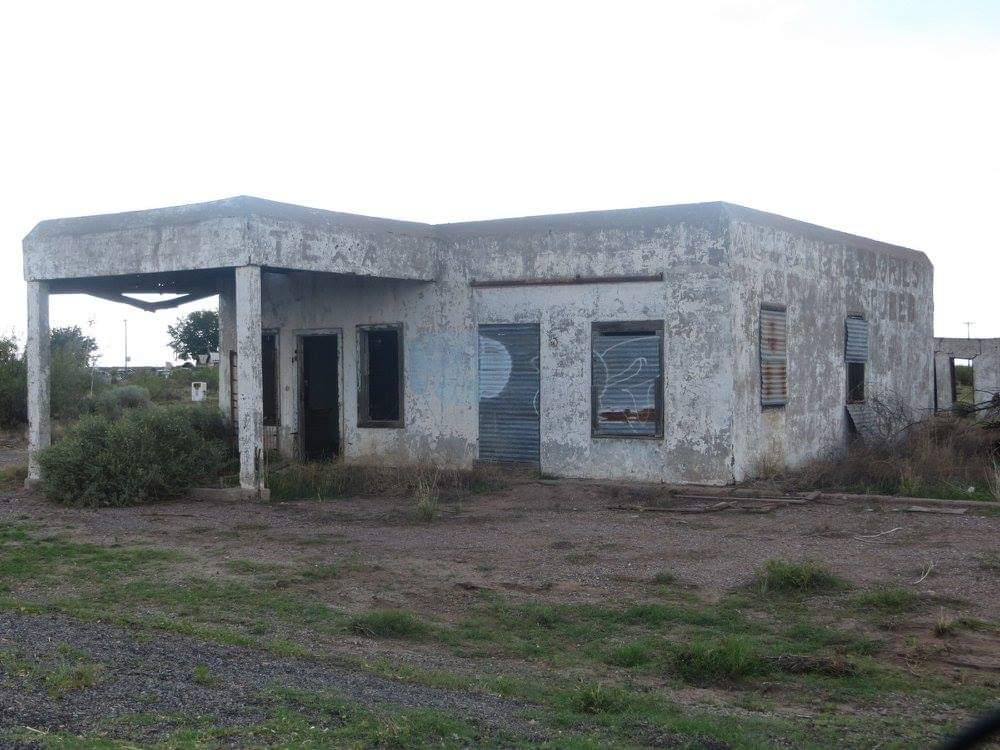
오래된 텍사코 정류장의 모습. 현재는 이 건물이 버려져 있게 된 상태이기도 하며 현재는 뉴멕시코주도 제418호선(구 US 70 & US 80)을 전용하고 있다.

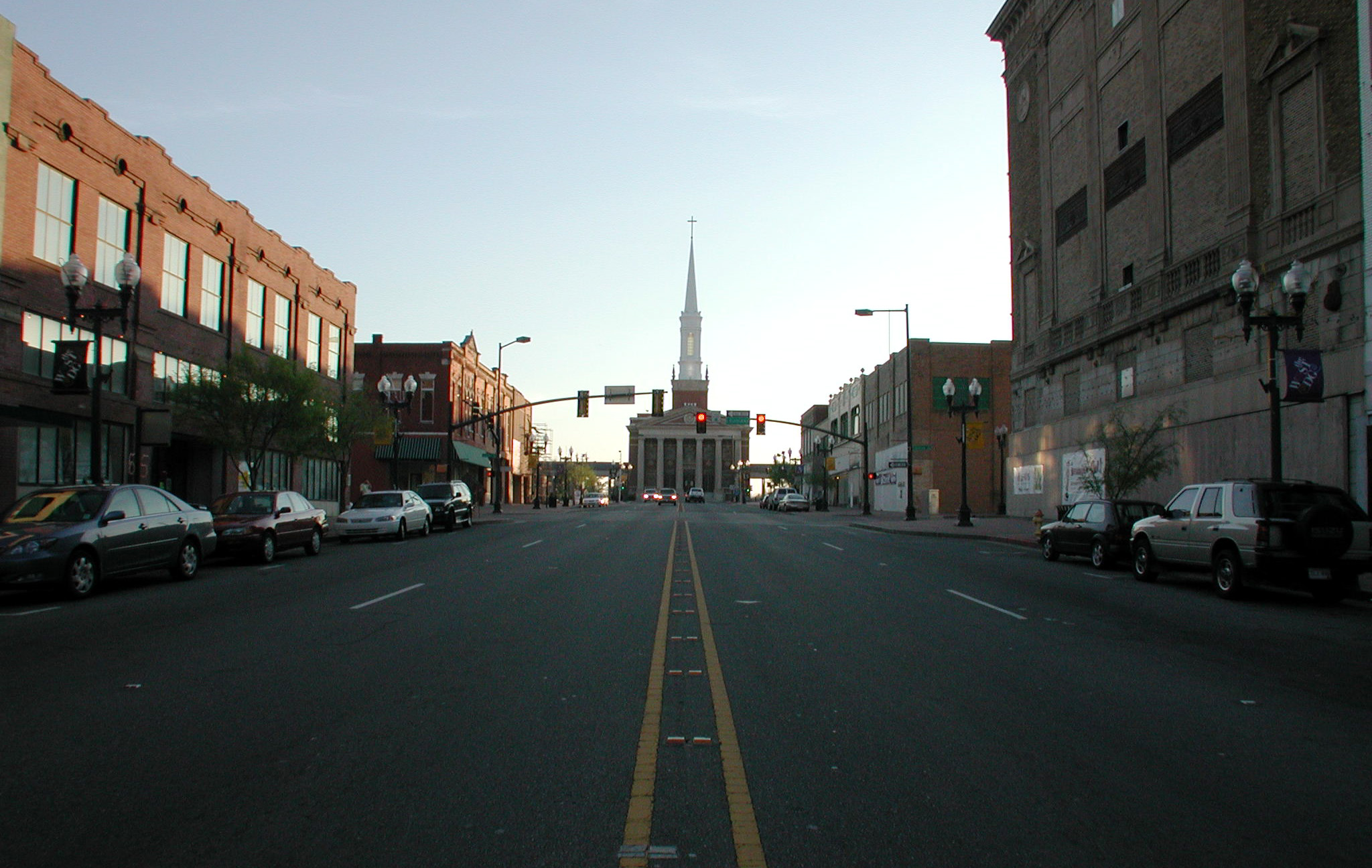
시리브포트 시가지에서 텍사스 스트리트로 향하고 있는 미국 80번 국도의 모습.

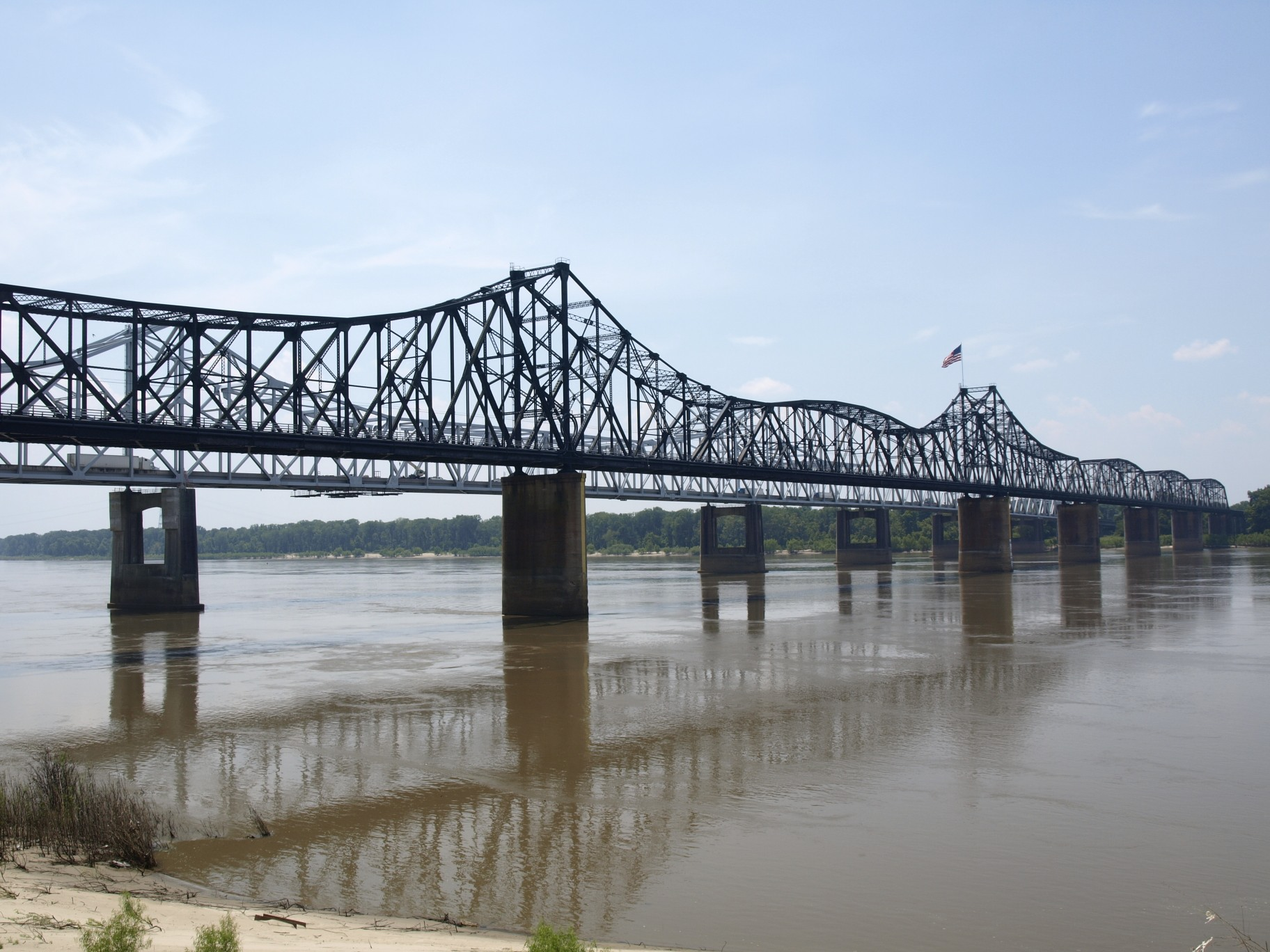
빅스버그 건너편에서 예전에 놓여 있는 미시시피 철교의 전경.

국도 제80호선(U.S. Route 80)은 텍사스주 메스키트에서 출발하여 조지아주의 타이비섬까지 이어주는 총 연장 1,666 km의 거리를 가진 미국의 일반 국도이다. 그러나 이 도로는 69번 국도와 달리 텍사스주를 기준으로 하여 동서로 횡단하고 있지만 기점은 서쪽 지역에 있는 것으로 보인다. 그래서 노선 번호의 끝자리 숫자가 0이 들어가게 되는 노선 특성상 본디부터 태평양에서 대서양까지 횡단하게 되어 있는 도로망답게 횡단하고 있는 노선이지만 그 도로 중에서 중서부 구간에 한하여 101번 국도에 자리를 물려주고 현재의 구간으로 축소시켰던 것으로 보인다. 한국으로 치면 구 한국 12번 국도와 비슷한 운명을 갈렸던 것으로 보이게 된다.

## 주요 경유지
80번 국도가 통과하고 있는 주는 다음과 같다.
| 주요 경로 및 거리 |           |       |
| \| 지역 \| 거리 (mi) \| (km) \| \| ------------ \| --------- \| ----- \| \| 텍사스주 \| 161 \| 259 \| \| 루이지애나주 \| 199 \| 320 \| \| 미시시피주 \| 157 \| 253 \| \| 앨라배마주 \| 218 \| 351 \| \| 조지아주 \| 300 \| 483 \| \| 합계 \| 1,035 \| 1,666 \| |           |       |
| 지역 | 거리 (mi) | (km)  |
| 텍사스주 | 161       | 259   |
| 루이지애나주 | 199       | 320   |
| 미시시피주 | 157       | 253   |
| 앨라배마주 | 218       | 351   |
| 조지아주 | 300       | 483   |
| 합계 | 1,035     | 1,666 |

## 같이 보기
- 뱅크헤드 하이웨이(영어판)

### 관련 국도
- 국도 제180호선 (미국)
- 국도 제280호선 (미국)
- 국도 제380호선 (미국)

### 내용주
1. ↑  대서양 부근에 위치하고 있다.